# Phoenix Suns 1977-1978
La stagione NBA 1977-1978 fu la 10ª stagione della storia dei Phoenix Suns che si concluse con un record di 49 vittorie e 33 sconfitte nella regular season, il 2º posto nella Pacific Division, e il 4º posto nella Western Conference.
Nei playoff del 1978 la squadra venne eliminata al primo turno dai Milwaukee Bucks.

## Draft
| Giro | Scelta | Giocatore    | Posizione         | Nazionalità | Università/Club |
| ---- | ------ | ------------ | ----------------- | ----------- | --------------- |
| 1    | 6      | Walter Davis | guardia tiratrice | Stati Uniti | North Carolina  |

## Regular season
| Squadra                | V  | P  | %    | GB |
| ---------------------- | -- | -- | ---- | -- |
| Portland Trail Blazers | 58 | 24 | 70,7 | -  |
| Phoenix Suns           | 49 | 33 | 59,8 | 9  |
| Seattle SuperSonics    | 47 | 35 | 57,3 | 11 |
| Los Angeles Lakers     | 45 | 37 | 54,9 | 13 |
| Golden State Warriors  | 43 | 39 | 52,4 | 15 |

## Play-off

### Primo turno
Gara 1
| 11 aprile 1978 | Phoenix Suns | 103 – 111 | Milwaukee Bucks |  |

Gara 2
| 14 aprile 1978 | Milwaukee Bucks | 94 – 90 | Phoenix Suns |  |

## Roster
| N° | Naz.                   | Ruolo | Sportivo       | Anno | Alt. | Peso |
| -- | ---------------------- | ----- | -------------- | ---- | ---- | ---- |
| 6  | Stati Uniti (bandiera) | GA    | Walter Davis   | 1954 | 198  | 88   |
| 10 | Stati Uniti (bandiera) | G     | Don Buse       | 1950 | 193  | 86   |
| 14 | Stati Uniti (bandiera) | GA    | Alvin Scott    | 1955 | 201  | 84   |
| 18 | Stati Uniti (bandiera) | A     | Curtis Perry   | 1948 | 201  | 100  |
| 21 | Stati Uniti (bandiera) | C     | Dennis Awtrey  | 1948 | 208  | 107  |
| 23 | Stati Uniti (bandiera) | G     | Mike Bratz     | 1955 | 188  | 84   |
| 24 | Stati Uniti (bandiera) | A     | Gar Heard      | 1948 | 198  | 99   |
| 25 | Stati Uniti (bandiera) | A     | Greg Griffin   | 1952 | 201  | 86   |
| 30 | Stati Uniti (bandiera) | G     | Ron Lee        | 1952 | 193  | 88   |
| 33 | Stati Uniti (bandiera) | AC    | Alvan Adams    | 1954 | 206  | 95   |
| 35 | Stati Uniti (bandiera) | C     | Bayard Forrest | 1954 | 208  | 107  |
| 44 | Stati Uniti (bandiera) | G     | Paul Westphal  | 1950 | 193  | 88   |

## Staff tecnico
- Allenatore: John MacLeod
- Vice-allenatore: Al Bianchi
- Preparatore atletico: Joe Proski

### Arrivi/partenze
Mercato e scambi avvenuti durante la stagione:
Arrivi
| N° | Naz. | Ruolo | Sportivo |  | Alt. |  |
| -- | ---- | ----- | -------- |  | ---- |  |

Partenze
| N° | Naz. | Ruolo | Sportivo |  | Alt. |  |
| -- | ---- | ----- | -------- |  | ---- |  |

## Premi e onorificenze
- Walter Davis nominato Matricola dell'anno
- Walter Davis incluso nell'All-NBA Second Team
- Paul Westphal incluso nell'All-NBA Second Team
- Don Buse incluso nell'All-Defensive First Team
- Walter Davis incluso nell'All-Rookie Team